# .gd
.gd — в Інтернеті, національний домен верхнього рівня (ccTLD) для Гренади.

## Домени 2-го та 3-го рівнів
В цьому національному домені нараховується близько 863 [Архівовано 24 березня 2022 у Wayback Machine.] вебсторінок (станом на січень 2007 року).
У наш час використовуються та приймають реєстрації доменів 3-го рівня такі доменні суфікси (відповідно, існують такі домени 2-го рівня):
| Суфікс  | Регламентовані користувачі                    |
| .gov.gd | Державні та урядові установи                  |
| .net.gd | Провайдери, організації, пов'язані з мережами |